# 127 Tage Todesangst
127 Tage Todesangst ist ein US-amerikanisches Filmdrama von Menahem Golan aus dem Jahr 1999. Der Film bezieht sich auf die Besetzung und Geiselnahme in der japanischen Botschaft Lima am 17. Dezember 1996 durch Rebellen der peruanischen Untergrundbewegung MRTA und die Erstürmung durch die peruanische Armee am 22. April 1997.

## Handlung
Bruce Nelson, Journalist der New World Times, interviewt im November 1996 den mutmaßlichen peruanischen MRTA-Rebellen Hector Carpa in New York. Das aufgezeichnete Gespräch leitet Nelson an Jeff Campbell, den Presseattaché der US-amerikanischen Botschaft in Lima, weiter. Der händigt es wiederum der peruanischen Geheimpolizei in Person von General Monticito aus.
Nachdem Hector nach Peru gereist ist, wird er kurz nach seiner Ankunft verhaftet und wegen Hochverrats zu lebenslanger Haft verurteilt. Seine US-amerikanische Freundin Helen und Nelson reisen ebenfalls nach Lima. In Absprache mit Jeff will Nelson für eine Berichterstattung in das Hauptquartier des MRTA in den Anden gelangen. Dort angekommen, treffen er und Helen auf den Anführer Victor. Dieser plant, Hector und alle anderen Gefangenen aus einem Hochsicherheitsgefängnis zu befreien. Auch diese Information gibt Nelson an den Presseattaché weiter. Die Geheimpolizei ist somit auf die Befreiungsaktion vorbereitet. Die Rebellen können Hector zwar befreien, allerdings wird stattdessen Helen festgenommen und zu lebenslanger Freiheitsstrafe verurteilt.
Im Dezember 1996 gibt die japanische Botschaft in Lima einen großen Empfang, an dem auch Bruce Nelson teilnimmt. Der MRTA stürmt die Botschaft und nimmt rund 300 Geiseln mit der Forderung an den peruanischen Präsidenten Fujimori, alle MRTA-Gefangenen freizulassen. Die Aktion wird „Das Schweigen brechen“ genannt.
Präsident Fujimori ist jedoch nicht bereit zu verhandeln. Die Geiseln werden von den Rebellen gut behandelt, und nach einigen Wochen werden zumindest alle Frauen, Kranken, ein Großteil der Botschafter sowie Bruce Nelson freigelassen. Um unbedachte Aktionen der Rebellen zu vermeiden, wird Helen aus dem Gefängnis entlassen und zur japanischen Botschaft gebracht.
Nach 127 Tagen will Hector aufgeben und bittet die US-amerikanische Botschaft um politisches Asyl auf Kuba, das auch gewährt wird. Als Victor während eines Streits mit Hector die Waffe auf ihn richtet, wird Victor von Helen erschossen. Als die Asylgewährung Präsident Fujimori mitgeteilt wird, gibt dieser trotzdem Befehl, die Botschaft zu stürmen. Dabei werden alle Rebellen getötet, obwohl sie die Waffen niedergelegt hatten. Helen wird wieder ohne Chance auf Freilassung verhaftet. Präsident Fujimoris Ansehen in der peruanischen Bevölkerung stieg durch diese Aktion sprunghaft an.

## Kritik
„Anhand tatsächlicher Ereignisse abgedrehte, wenig aufregende Pseudo-Doku mit dickem politischem Zeigefinger.“

„Peruanische Freiheitskämpfer wollen mit einer Geiselnahme in der japanischen Botschaft den verhassten Präsidenten Fujimori bekämpfen. Sie scheitern an einem tückischen General, einem hinterlistigen CIA-Agenten und einem Journalisten, der unwissentlich Spitzeldienste leistet. Ein sich dokumentarisch gebender Film, der Fakten und Fiktion mischt und dessen Inszenierung wie großes Kasperle-Theater wirkt. Da pausenlos geredet und geschossen wird und die Schauspieler in Typenkorsetts gezwängt sind, verflüchtigen sich Interesse und Anteilnahme schnell.“